# Vùng thủ đô Tōkyō
Vùng thủ đô Tokyo (kanji: 首都圏, Hán-Việt: Thủ đô Quyển, romaji: shutoken hoặc 東京圏, Đông Kinh Quyển, Tōkyōken) là tên gọi chung của khu vực bao gồm thủ đô Tokyo và các tỉnh lân cận. Theo Luật quy hoạch vùng thủ đô (1956, 首都圏整備法), có sáu tỉnh lân cận Tokyo là Chiba, Gunma, Ibaraki, Kanagawa, Saitama, Tochigi và Yamanashi nằm trong vùng thủ đô. Tuy nhiên, thường chỉ có các cơ quan chính phủ sử dụng phạm vi vùng thủ đô như vậy. Còn quốc dân nói chung coi vùng thủ đô chỉ gồm Tokyo và ba tỉnh lân cận là Chiba, Kanagawa và Saitama. Trong khi đó, Bản tin đặc biệt vùng thủ đô của hãng truyền thông NHK lại xác định vùng thủ đô Tokyo với phạm vi lớn hơn trong cách xác định của Chính phủ và bao gồm cả hai tỉnh Nagano và Niigata.
Khu vực này có nền kinh tế đô thị lớn nhất trên thế giới, với tổng GDP (danh nghĩa) của khoảng 1.900 tỷ USD (165 nghìn tỷ Yên) trong năm 2008. Theo nghiên cứu được công bố bởi Công ty PricewaterhouseCoopers, vùng đô thị Tokyo có GDP tổng cộng 1.479 tỷ USD trong năm 2008 (theo phương pháp tính sức mua ngang giá PPP), xếp hạng nhất về GDP trong các vùng đô thị lớn nhất trên thế giới.